# Hellschen-Heringsand-Unterschaar
Hellschen-Heringsand-Unterschaar er tre landsbyer og en kommune i det nordlige Tyskland, beliggende i Amt Büsum-Wesselburen under Kreis Dithmarschen. Kreis Dithmarschen ligger i den sydvestlige del af delstaten Slesvig-Holsten.

## Geografi
Kommunen er beliggende på den nye marsk ved kysten til Nordsøen. I kommunen ligger bebyggelserne Hellschen, Heringsand og Unterschaar. Der er ikke et egentlig bycentrum.

### Nabokommuner
Nabokommuner er (med uret fra nord): Wesselburen, Hedwigenkoog und Reinsbüttel (alle i Kreis Dithmarschen).